# Liste der Seen auf den Färöern
Die Liste der Seen auf den Färöern nennt die größten und wichtigsten Seen der Färöer der Größe nach. Diese Seen sind ausnahmslos Süßwasserseen.
| Name        | Größe in km² | Insel    | nächster Ort |
| ----------- | ------------ | -------- | ------------ |
| Sørvágsvatn | 3,56         | Vágar    | Vatnsoyrar   |
| Fjallavatn  | 1,02         | Vágar    | Vatnsoyrar   |
| Sandsvatn   | 0,8          | Sandoy   | Sandur       |
| Toftavatn   | 0,5          | Eysturoy | Toftir       |
| Eiðisvatn   | 0,5          | Eysturoy | Eiði         |
| Leynavatn   | 0,2          | Streymoy | Leynar       |
| Gróthúsvatn | 0,2          | Sandoy   | Sandur       |
| Kirkjuvatn  | 0,2          | Suðuroy  | Fámjin       |
| Stóravatn   | 0,2          | Sandoy   | Skarvanes    |